# Louise Fricq
Louise Fricq (20 oktober 1944) is een Belgische voormalige atlete, die gespecialiseerd was in de sprint. Zij veroverde twee Belgische titels.

## Biografie
Fricq verbeterde in 1962 het Belgisch record op de 200 m van Jeannine Knaepen naar 25,6 s. In 1966 bracht ze het naar 25,5 s. In 1963 verbeterde ze ook het Belgisch record op de 400 m. Ze bracht het record van Godelieve Roggeman naar 58,7 s. In 1966 werd ze met een tijd van 57,6 s opnieuw even recordhoudster op deze afstand.
In 1964 en 1966 werd Fricq Belgisch kampioene op de 200 m.
Fricq was aangesloten bij US Tournai Athlétique en ASUB.

## Belgische kampioenschappen
| Onderdeel | Jaar       |
| --------- | ---------- |
| 200 m     | 1964, 1966 |

## Persoonlijke records
| Onderdeel | Prestatie      | Datum        | Plaats   |
| --------- | -------------- | ------------ | -------- |
| 100 m     | 12,3 s         |              |          |
| 200 m     | 25,5 s (ex-NR) | 26 juni 1966 | Aken     |
| 400 m     | 57,6 s (ex-NR) | 30 mei 1966  | Oordegem |

## Palmares

### 100 m
- 1962:  BK AC – 13,0 s
- 1963:  BK AC – 13,2 s
- 1964:  BK AC – 12,8 s
- 1966:  BK AC – 12,7 s

### 200 m
- 1962:  BK AC – 27,2 s
- 1964:  BK AC – 26,5 s
- 1965:  BK AC – 26,8 s
- 1966:  BK AC – 25,6 s

## Onderscheidingen
- 1963: Grote Feminaprijs van de KBAB